# أغاف بيضوي الأوراق
أغاف بيضوي الأوراق (الاسم العلمي:Agave ovatifolia) هو نوع من النباتات يتبع جنس الأغاف من الفصيلة الهليونية.